# Cantone di Grandvillars
Il Cantone di Grandvillars è una divisione amministrativa dell'arrondissement di Belfort.
A seguito della riforma complessiva dei cantoni del 2014 è passato da 14 a 33 comuni.

## Composizione
Prima della riforma del 2014 comprendeva i comuni di:
- Boron
- Bourogne
- Brebotte
- Bretagne
- Chavanatte
- Chavannes-les-Grands
- Froidefontaine
- Grandvillars
- Grosne
- Méziré
- Morvillars
- Recouvrance
- Suarce
- Vellescot

Dal 2015 comprende i comuni di:
- Angeot
- Autrechêne
- Bessoncourt
- Bethonvilliers
- Boron
- Brebotte
- Bretagne
- Chavanatte
- Chavannes-les-Grands
- Cunelières
- Eguenigue
- Fontaine
- Fontenelle
- Foussemagne
- Frais
- Froidefontaine
- Grandvillars
- Grosne
- Lacollonge
- Lagrange
- Larivière
- Menoncourt
- Méziré
- Montreux-Château
- Morvillars
- Novillard
- Petit-Croix
- Phaffans
- Recouvrance
- Reppe
- Suarce
- Vauthiermont
- Vellescot